# Grand Prix Herning 2007
Il Grand Prix Herning 2007, sedicesima edizione della corsa, valido come evento dell'UCI Europe Tour 2009 categoria 1.1, si svolse il 5 maggio 2007 su un percorso totale di circa 199 km. Fu vinto dal norvegese Kurt Asle Arvesen, che terminò la gara in 4h50'55" alla media di 41,043  km/h.
Alla partenza erano presenti 107 ciclisti dei quali 31 portarono a termine il percorso.

## Ordine d'arrivo (Top 10)
| Pos. | Corridore            | Squadra         | Tempo    |
| ---- | -------------------- | --------------- | -------- |
| 1    | Kurt Asle Arvesen    | Team CSC        | 4h50'55" |
| 2    | René Jørgensen       | Designa Køkk.   | a 9"     |
| 3    | Matti Breschel       | Team CSC        | a 1'00"  |
| 4    | Allan Johansen       | Team CSC        | a 1'04"  |
| 5    | René Obst            | 3C-Lamonta      | a 2'43"  |
| 6    | Anders Lund          | Team CSC        | a 2'53"  |
| 7    | Michael Reihs        | Designa Køkk.   | s.t.     |
| 8    | Edvald Boasson Hagen | Maxbo Bianchi   | a 3'03"  |
| 9    | Danilo Wyss          | Atlas           | s.t.     |
| 10   | Kane Oakley          | DFL-Cyclingnews | a 8'54"  |